# Karl Thums
Karl Johannes Thums (* 5. April 1904 in Wien; † 2. November 1976 in St. Pölten) war ein österreichischer Internist, Psychiater, Neurologe, Rassenhygieniker und eine führende Persönlichkeit des völkischen Flügels des österreichischen Wandervogels.

## Leben

### Studium und Assistenz
Thums studierte zwischen 1922 und 1927 Medizin in Wien und Berlin. Dabei hörte er unter anderem bei Julius Wagner-Jauregg und besuchte das „Sozialhygienische Seminar“ des Hygienikers Heinrich Reichel. Beide akademischen Lehrer legten großes Gewicht auf Fragen der Rassenhygiene. Nach seiner Promotion 1928 arbeitete Thums an der Wiener III. Medizinischen Universitätsklinik bei dem Erbpathologen Franz Chvostek.
Thums war überzeugter Nationalsozialist. Er trat am 3. Mai 1931 der NSDAP (Mitgliedsnummer 444.263), im selben Jahr der Sturmabteilung (SA), in der er Oberführer wurde, und der Österreichischen Legion bei. Außerdem leitete er ab 1933 eine NSBO am Wiener Allgemeinen Krankenhaus. Im Dezember 1933 ging er nach Deutschland und fand wie eine Reihe weiterer österreichischer Nationalsozialisten Beschäftigung am Kaiser-Wilhelm-Institut für Genealogie und Demographie. Protegiert von Ernst Rüdin habilitierte er sich dort 1939. Mit Hilfe seiner akademischen Lehrer nahm seine Karriere damit einen für österreichische Rassenhygieniker typischen Verlauf, den der Historiker Thomas Mayer als „entlang eugenischer Netzwerke“ charakterisiert hat.

### Professor in Prag während der Zeit des Nationalsozialismus
1939 wurde Thums zunächst Dozent, 1940 außerordentlicher Professor und schließlich 1943 ordentlicher Professor an der Deutschen Universität Prag. Dort leitete er bis 1945 das Institut für Erb- und Rassenhygiene und wurde 1943 Mitglied der Deutschen Akademie der Wissenschaften in Prag. In Prag führte Thums die Ortsgruppe der Deutschen Gesellschaft für Rassenhygiene. In der „Sudetendeutschen Anstalt für Landes- und Volksforschung“ leitete Thums gemeinsam mit Karl Valentin Müller eine „Kommission für Rassen- und Sippenforschung“, welche die Besatzungspolitik der Assimilation wissenschaftlich untermauern sollte. Thums sah die Aufgaben der Kommission in der Sippenkunde und Familienforschung, der Erforschung der „rassischen Art des Volkskörpers“, der Untersuchung der „Qualität der Erbstämme“ und in der demographischen Forschung, um es den Rassen- und Bevölkerungspolitikern zu ermöglichen, die richtigen Schlussfolgerungen zu ziehen. Er betonte, dass der Krieg „auch biologisch gewonnen werden“ müsse. Müllers Projekt der Bevölkerungsmusterungen und Rudolf Hippius’ Arbeiten im Auftrag der Reinhard-Heydrich-Stiftung zur Assimilation der Tschechen erfolgten dementsprechend in enger Zusammenarbeit mit Thums Institut. Als Leiter des deutschen Gesundheitsamtes Prag veranlasste er Anfang 1944 eine Anordnung des Rasse- und Siedlungshauptamt der SS (RuSHA), dass wenn Tschechen im Deutschen Reich wegen Geschlechtsverkehr mit deutschen Frauen straffällig geworden waren, deren Angehörige im Reichsprotektorat einer erbbiologischen Untersuchung unterzogen würden. Der Historiker Detlef Brandes weist darauf hin, dass Thums, Lothar Stengel-von Rutkowski und Rudolf Hippius angesichts der sich abzeichnenden deutschen Niederlage im Zweiten Weltkrieg aus opportunistischen Gründen den nordischen Herrenmenschgedanken fallen ließen und im Kampf um den Endsieg stattdessen „das symphonische Zusammenwirken der zahlreichen Sonderqualitäten der einzelnen europäischen Rassen“ betonten.
Thums war außerdem „einer der wichtigsten Protagonisten der angewandten nationalsozialistischen Erb- und Rassenpflege sowohl im Protektorat Böhmen und Mähren als auch im Reichsgau Sudetenland“. So nimmt der Historiker Michal Šimůnek an, dass Patienten der ehemaligen Landesanstalt Kosmanos in Nordwestböhmen, die für besonders interessant gehalten wurden, in Kooperation mit dem Thums „Institut für Erb- und Rassenhygiene“ selektiert und getötet wurden, um ihre Gehirne untersuchen zu können.

### Nachkriegskarriere
Nach dem Zweiten Weltkrieg wurde Thums 1946 zunächst Amtsarzt in St. Pölten und Konsiliar-Neurologe des städtischen Krankenhauses. 1951 wurde er Obersanitätsrat der niederösterreichischen Landesregierung. An seinen rassenhygienischen Überzeugungen hielt er fest. So forderte er 1960, die pränatale Diagnose und den Schwangerschaftsabbruch als „Maßnahmen angewandter Humangenetik (Eugenik)“ zu erlauben. Unter dem Titel Gesundes Erbe, gesundes Volk veröffentlichte er im Heft 24 der „Eckartschriften“ (Wien 1968) der Österreichischen Landsmannschaft eine Apologie der Eugenik als Erbgesundheitspflege. Gemeinsam mit Alain de Benoist, Arthur R. Jensen, Rolf Kosiek und Edith Zerbin-Rüdin wurde er Mitglied des wissenschaftlichen Beirats und Autor der seit 1972 erscheinenden neorassistischen Zeitschrift Neue Anthropologie, die von der rechtsextremen, lange Jahre von Jürgen Rieger geleiteten Gesellschaft für biologische Anthropologie, Eugenik und Verhaltensforschung herausgegeben wurde.
Darüber hinaus widmete sich Thums gemeinsam mit Herwigh Rieger und Karl Ursin der Traditionspflege des völkischen Flügels des österreichischen Wandervogels. Bereits 1926 hatte er mit Ursin und Norbert Gürke in Wien die Gilde Greif gegründet. Er spielte auch nach dem Zweiten Weltkrieg eine führende Rolle bei der Neugründung des österreichischen Wandervogels, der Gilde Greif und der Akademischen Gildenschaft Österreich. 1957 bis 1958 war er Bundesleiter des Wandervogel.

## Schriften
- Karl Thums: Zur Klinik, Vererbung, Entstehung und Rassenhygiene der angeborenen cerebralen Kinderlähmung (Littleschen Krankheit). Zwillingsbiologische Untersuchungen bei angeborener spastischer Hemi-, Para- und Diplegie; (neurologische Zwillingsstudien 3. Mitteilung). Zugl.: München, Univ., Habil.-Schr., 1939. Springer, Berlin 1939.
- Karl Thums: Der deutsche Anteil an der Entwicklung der Medizin. 1940.
- Karl Thums: Gesundes Erbe – gesundes Volk. Die Wissenschaft der Erbgesundheitspflege. Österr. Landsmannschaft, Wien 1968.
- Karl Ursin und Karl Thums: Der österreichische Wandervogel. In: Gerhard Ziemer und Hans Wolf (Hrsg.). Wandervogel und Freideutsche Jugend. Voggenreiter, Bad Godesberg 1961, S. 294–326.